# Kalugai Turbinagyár
A Kalugai Turbinagyár, röviden KTZ (oroszul:  Калужский турбинный завод, magyar átírással: Kaluzsszkij turbinnij zavod) oroszországi energetikai gépgyár, amely Kaluga városban működik. 1946-ban hozták létre. 2010-től az Energetikai Gépek (Szilovije masini) holdinghoz tartozik. Fő gyártmányai a gőzturbinák és turbógenerátorok, köztük hadihajókon és tengeralattjárókon használt turbinák. A cég Oroszország legjelentősebb energetikai gépgyártói közé tartozik.

## Története
1939-ben született döntés a turbinagyár létrehozásáról. A harmadik ötéves terv előirányzata alapján a turbinagyártást 1942-re az 1937-es gyártási mennyiség 5,9 szeresére kellett növelni.Az ötéves terv alapján Szverdlovszkban, Ufában, Novoszibirszkben és Kalugába tervezték gőzturbinák gyártását.
A kalugai turbinagyár építése 1941-ben kezdődött el egy egykori téglagyár és a hozzá tartozó agyagbányák helyén. Az építkezés azonban a második világháború  alatt, a német támadás miatt  leállt. A háború után, 1945. augusztus 28-án adott ki rendeletet a Népbiztosok Tanácsa a kalugai turbinagyár építésének folytatásáról. 1940-es évek második felében felépült a gyár és elkezdődött a turbóventilátorok és turbószivattyúk gyártása. 1950-ben kezdték el a gyár első saját tervezésű gőzturbinájának, a 300 kW teljesítményű OR–300-nak a gyártása. Ezt a gyár tervezőirodája tervezte és cukorgyári alkalmazásra fejlesztették ki. Ebből a típusból 10 darabot gyártottak és ukrajnai üzemekben telepítették. 1952-ben a gyár tervezőirodája Különleges Tervezőirodává alakult Nyikolaj Molosnij vezetése alatt.